# Carlos Fernando Borja
Carlos Fernando Borja  (Cochabamba, 25 december 1956) is een Boliviaans voormalig voetballer, die speelde als middenvelder. Hij stapte na zijn actieve loopbaan de Boliviaanse politiek in.

## Clubcarrière
Borja beëindigde zijn actieve loopbaan in 1997 bij de Boliviaanse club Club Bolívar. Daar speelde hij zijn gehele carrière, die begon in 1977. Met die club won hij elf keer de Boliviaanse landstitel. Borja kwam tot 87 wedstrijden in de Copa Libertadores en maakte elf doelpunten in het belangrijkste Zuid-Amerikaanse clubcompetitie voor La Academia.

## Interlandcarrière
Borja speelde in totaal 88 interlands voor Bolivia in de periode 1979-1999, en scoorde één keer voor zijn vaderland. Onder leiding van bondscoach Ramiro Blacutt maakte hij zijn debuut op 10 juli 1979 in de vriendschappelijke thuiswedstrijd tegen Paraguay, die met 3-1 werd gewonnen door Bolivia. Ook aanvaller Silvio Rojas en verdediger Edgar Vaca maakten in die wedstrijd hun debuut voor de nationale ploeg. Met La Verde nam Borja in totaal zeven keer deel aan de strijd om de Copa América en aan het WK voetbal 1994 in de Verenigde Staten. Borja droeg jarenlang de aanvoerdersband bij de nationale ploeg. Zijn eerste en enige interlandtreffer maakte hij op 23 juni 1987 in de vriendschappelijke uitwedstrijd in Montevideo tegen Uruguay (2-1).
| Interlands van Carlos Fernando Borja voor Bolivia | Interlands van Carlos Fernando Borja voor Bolivia | Interlands van Carlos Fernando Borja voor Bolivia | Interlands van Carlos Fernando Borja voor Bolivia | Interlands van Carlos Fernando Borja voor Bolivia | Interlands van Carlos Fernando Borja voor Bolivia |
| №                                                 | Datum                                             | Wedstrijd                                         | Uitslag                                           | Competitie                                        | Goals                                             |
| ------------------------------------------------- | ------------------------------------------------- | ------------------------------------------------- | ------------------------------------------------- | ------------------------------------------------- | ------------------------------------------------- |
| 1                                                 | 10 Jul 1979                                       | Bolivia – Paraguay                                | 3–1                                               | Copa Paz del Chaco                                |                                                   |
| 2                                                 | 12 Jul 1979                                       | Bolivia – Paraguay                                | 1–1                                               | Vriendschappelijk                                 |                                                   |
| 3                                                 | 18 Jul 1979                                       | Bolivia – Argentinië                              | 2–1                                               | Copa América                                      |                                                   |
| 4                                                 | 26 Jul 1979                                       | Bolivia – Brazilië                                | 2–1                                               | Copa América                                      |                                                   |
| 5                                                 | 02 Aug 1979                                       | Paraguay – Bolivia                                | 2–0                                               | Copa Paz del Chaco                                |                                                   |
| 6                                                 | 08 Aug 1979                                       | Argentinië – Bolivia                              | 3–0                                               | Copa América                                      |                                                   |
| 7                                                 | 16 Aug 1979                                       | Brazilië – Bolivia                                | 2–0                                               | Copa América                                      |                                                   |
| 8                                                 | 30 Nov 1980                                       | Bolivia – Finland                                 | 3–0                                               | Vriendschappelijk                                 |                                                   |
| 9                                                 | 04 Dec 1980                                       | Bolivia – Finland                                 | 2–2                                               | Vriendschappelijk                                 |                                                   |
| 10                                                | 11 Dec 1980                                       | Uruguay – Bolivia                                 | 5–0                                               | Vriendschappelijk                                 |                                                   |
| 11                                                | 25 Jan 1981                                       | Bolivia – Tsjecho-Slowakije                       | 2–1                                               | Vriendschappelijk                                 |                                                   |
| 12                                                | 29 Jan 1981                                       | Bolivia – Tsjecho-Slowakije                       | 2–5                                               | Vriendschappelijk                                 |                                                   |
| 13                                                | 1 Feb 1981                                        | Bolivia – Bulgarije                               | 2–3                                               | Vriendschappelijk                                 |                                                   |
| 14                                                | 9 Feb 1981                                        | Bolivia – Roemenië                                | 1–1                                               | Vriendschappelijk                                 |                                                   |
| 15                                                | 15 Feb 1981                                       | Bolivia – Venezuela                               | 3–0                                               | WK-kwalificatie                                   |                                                   |
| 16                                                | 22 Feb 1981                                       | Bolivia – Brazilië                                | 1–2                                               | WK-kwalificatie                                   |                                                   |
| 17                                                | 15 Mar 1981                                       | Venezuela – Bolivia                               | 1–0                                               | Vriendschappelijk                                 |                                                   |
| 18                                                | 22 Mar 1981                                       | Brazilië – Bolivia                                | 3–1                                               | WK-kwalificatie                                   |                                                   |
| 19                                                | 19 Jul 1983                                       | Bolivia – Chili                                   | 1–2                                               | Vriendschappelijk                                 |                                                   |
| 20                                                | 03 Aug 1983                                       | Bolivia – Paraguay                                | 2–1                                               | Vriendschappelijk                                 |                                                   |
| 21                                                | 06 Aug 1983                                       | Bolivia – Paraguay                                | 1–3                                               | Vriendschappelijk                                 |                                                   |
| 22                                                | 14 Aug 1983                                       | Bolivia – Colombia                                | 0–1                                               | Copa América                                      |                                                   |
| 23                                                | 31 Aug 1983                                       | Colombia – Bolivia                                | 2–2                                               | Copa América                                      |                                                   |
| 24                                                | 03 Feb 1985                                       | Bolivia – Duitse Democratische Republiek          | 2–1                                               | Vriendschappelijk                                 |                                                   |
| 25                                                | 06 Feb 1985                                       | Bolivia – Uruguay                                 | 0–1                                               | Vriendschappelijk                                 |                                                   |
| 26                                                | 17 Feb 1985                                       | Peru – Bolivia                                    | 3–0                                               | Vriendschappelijk                                 |                                                   |
| 27                                                | 21 Feb 1985                                       | Ecuador – Bolivia                                 | 3–0                                               | Vriendschappelijk                                 |                                                   |
| 28                                                | 24 Feb 1985                                       | Venezuela – Bolivia                               | 5–0                                               | Vriendschappelijk                                 |                                                   |
| 29                                                | 02 May 1985                                       | Bolivia – Peru                                    | 0–0                                               | Vriendschappelijk                                 |                                                   |
| 30                                                | 26 May 1985                                       | Bolivia – Paraguay                                | 1–1                                               | WK-kwalificatie                                   |                                                   |
| 31                                                | 09 Jun 1985                                       | Paraguay – Bolivia                                | 3–0                                               | WK-kwalificatie                                   |                                                   |
| 32                                                | 30 Jun 1985                                       | Brazilië – Bolivia                                | 1–1                                               | WK-kwalificatie                                   |                                                   |
| 33                                                | 14 Jun 1987                                       | Bolivia – Paraguay                                | 0–2                                               | Vriendschappelijk                                 |                                                   |
| 34                                                | 23 Jun 1987                                       | Uruguay – Bolivia                                 | 2–1                                               | Vriendschappelijk                                 | Goal                                              |
| 35                                                | 28 Jun 1987                                       | Paraguay – Bolivia                                | 0–0                                               | Copa América                                      |                                                   |
| 36                                                | 01 Jul 1987                                       | Colombia – Bolivia                                | 2–0                                               | Copa América                                      |                                                   |
| 37                                                | 25 May 1989                                       | Bolivia – Paraguay                                | 3–2                                               | Vriendschappelijk                                 |                                                   |
| 38                                                | 02 Jun 1989                                       | Paraguay – Bolivia                                | 2–0                                               | Vriendschappelijk                                 |                                                   |
| 39                                                | 14 Jun 1989                                       | Uruguay – Bolivia                                 | 1–0                                               | Vriendschappelijk                                 |                                                   |
| 40                                                | 27 Jun 1989                                       | Chili – Bolivia                                   | 2–1                                               | Vriendschappelijk                                 |                                                   |
| 41                                                | 04 Jul 1989                                       | Uruguay – Bolivia                                 | 3–0                                               | Copa América                                      |                                                   |
| 42                                                | 06 Jul 1989                                       | Ecuador – Bolivia                                 | 0–0                                               | Copa América                                      |                                                   |
| 43                                                | 08 Jul 1989                                       | Bolivia – Chili                                   | 0–5                                               | Copa América                                      |                                                   |
| 44                                                | 10 Jul 1989                                       | Argentinië – Bolivia                              | 0–0                                               | Copa América                                      |                                                   |
| 45                                                | 20 Aug 1989                                       | Bolivia – Peru                                    | 2–1                                               | WK-kwalificatie                                   |                                                   |
| 46                                                | 03 Sep 1989                                       | Bolivia – Uruguay                                 | 2–1                                               | WK-kwalificatie                                   |                                                   |
| 47                                                | 17 Sep 1989                                       | Uruguay – Bolivia                                 | 2–0                                               | WK-kwalificatie                                   |                                                   |
| 48                                                | 14 Jun 1991                                       | Bolivia – Paraguay                                | 0–1                                               | Copa Paz del Chaco                                |                                                   |
| 49                                                | 16 Jun 1991                                       | Paraguay – Bolivia                                | 0–0                                               | Copa Paz del Chaco                                |                                                   |
| 50                                                | 07 Jul 1991                                       | Uruguay – Bolivia                                 | 1–1                                               | Copa América                                      |                                                   |
| 51                                                | 09 Jul 1991                                       | Brazilië – Bolivia                                | 2–1                                               | Copa América                                      |                                                   |
| 52                                                | 11 Jul 1991                                       | Colombia – Bolivia                                | 0–0                                               | Copa América                                      |                                                   |
| 53                                                | 13 Jul 1991                                       | Ecuador – Bolivia                                 | 4–0                                               | Copa América                                      |                                                   |
| 54                                                | 29 Jan 1993                                       | Bolivia – Honduras                                | 3–1                                               | Vriendschappelijk                                 |                                                   |
| 55                                                | 06 Mar 1993                                       | Bolivia – Paraguay                                | 2–1                                               | Vriendschappelijk                                 |                                                   |
| 56                                                | 23 May 1993                                       | Verenigde Staten – Bolivia                        | 0–0                                               | Vriendschappelijk                                 |                                                   |
| 57                                                | 06 Jun 1993                                       | Peru – Bolivia                                    | 1–0                                               | Vriendschappelijk                                 |                                                   |
| 58                                                | 13 Jun 1993                                       | Bolivia – Chili                                   | 1–3                                               | Vriendschappelijk                                 |                                                   |
| 59                                                | 17 Jun 1993                                       | Argentinië – Bolivia                              | 1–0                                               | Copa América                                      |                                                   |
| 60                                                | 20 Jun 1993                                       | Colombia – Bolivia                                | 1–1                                               | Copa América                                      |                                                   |
| 61                                                | 23 Jun 1993                                       | Mexico – Bolivia                                  | 0–0                                               | Copa América                                      |                                                   |
| 62                                                | 18 Jul 1993                                       | Venezuela – Bolivia                               | 1–7                                               | WK-kwalificatie                                   |                                                   |
| 63                                                | 25 Jul 1993                                       | Bolivia – Brazilië                                | 2–0                                               | WK-kwalificatie                                   |                                                   |
| 64                                                | 08 Aug 1993                                       | Bolivia – Uruguay                                 | 3–1                                               | WK-kwalificatie                                   |                                                   |
| 65                                                | 15 Aug 1993                                       | Bolivia – Ecuador                                 | 1–0                                               | WK-kwalificatie                                   |                                                   |
| 66                                                | 22 Aug 1993                                       | Bolivia – Venezuela                               | 7–0                                               | WK-kwalificatie                                   |                                                   |
| 67                                                | 29 Aug 1993                                       | Brazilië – Bolivia                                | 6–0                                               | WK-kwalificatie                                   |                                                   |
| 68                                                | 12 Sep 1993                                       | Uruguay – Bolivia                                 | 2–1                                               | WK-kwalificatie                                   |                                                   |
| 69                                                | 19 Sep 1993                                       | Ecuador – Bolivia                                 | 1–1                                               | WK-kwalificatie                                   |                                                   |
| 70                                                | 20 Feb 1994                                       | Colombia – Bolivia                                | 2–0                                               | Vriendschappelijk                                 |                                                   |
| 71                                                | 07 Apr 1994                                       | Colombia – Bolivia                                | 0–1                                               | Vriendschappelijk                                 |                                                   |
| 72                                                | 04 May 1994                                       | Bolivia – Saoedi-Arabië                           | 1–0                                               | Vriendschappelijk                                 |                                                   |
| 73                                                | 13 May 1994                                       | Griekenland – Bolivia                             | 0–0                                               | Vriendschappelijk                                 |                                                   |
| 74                                                | 24 May 1994                                       | Ierland – Bolivia                                 | 1–0                                               | Vriendschappelijk                                 |                                                   |
| 75                                                | 08 Jun 1994                                       | Bolivia – Peru                                    | 0–0                                               | Vriendschappelijk                                 |                                                   |
| 76                                                | 11 Jun 1994                                       | Bolivia – Zwitserland                             | 0–0                                               | Vriendschappelijk                                 |                                                   |
| 77                                                | 17 Jun 1994                                       | Duitsland – Bolivia                               | 1–0                                               | WK-eindronde                                      |                                                   |
| 78                                                | 23 Jun 1994                                       | Zuid-Korea – Bolivia                              | 0–0                                               | WK-eindronde                                      |                                                   |
| 79                                                | 27 Jun 1994                                       | Bolivia – Spanje                                  | 1–3                                               | WK-eindronde                                      |                                                   |
| 80                                                | 21 Sep 1994                                       | Chili – Bolivia                                   | 1–2                                               | Vriendschappelijk                                 |                                                   |
| 81                                                | 14 May 1995                                       | Bolivia – Paraguay                                | 1–1                                               | Vriendschappelijk                                 |                                                   |
| 82                                                | 09 Jun 1995                                       | Paraguay – Bolivia                                | 0–0                                               | Copa Paz del Chaco                                |                                                   |
| 83                                                | 18 Jun 1995                                       | Venezuela – Bolivia                               | 1–3                                               | Vriendschappelijk                                 |                                                   |
| 84                                                | 01 Jul 1995                                       | Peru – Bolivia                                    | 4–1                                               | Vriendschappelijk                                 |                                                   |
| 85                                                | 08 Jul 1995                                       | Argentinië – Bolivia                              | 2–1                                               | Copa América                                      |                                                   |
| 86                                                | 11 Jul 1995                                       | Verenigde Staten – Bolivia                        | 0–1                                               | Copa América                                      |                                                   |
| 87                                                | 14 Jul 1995                                       | Chili – Bolivia                                   | 2–2                                               | Copa América                                      |                                                   |
| 88                                                | 16 Jul 1995                                       | Uruguay – Bolivia                                 | 2–1                                               | Copa América                                      |                                                   |

## Erelijst
Club Bolívar
- Liga de Boliviano

1978, 1982, 1983, 1985, 1987, 1988, 1991, 1992, 1994, 1996, 1997